# Kirche Reichenbach (Unterwellenborn)

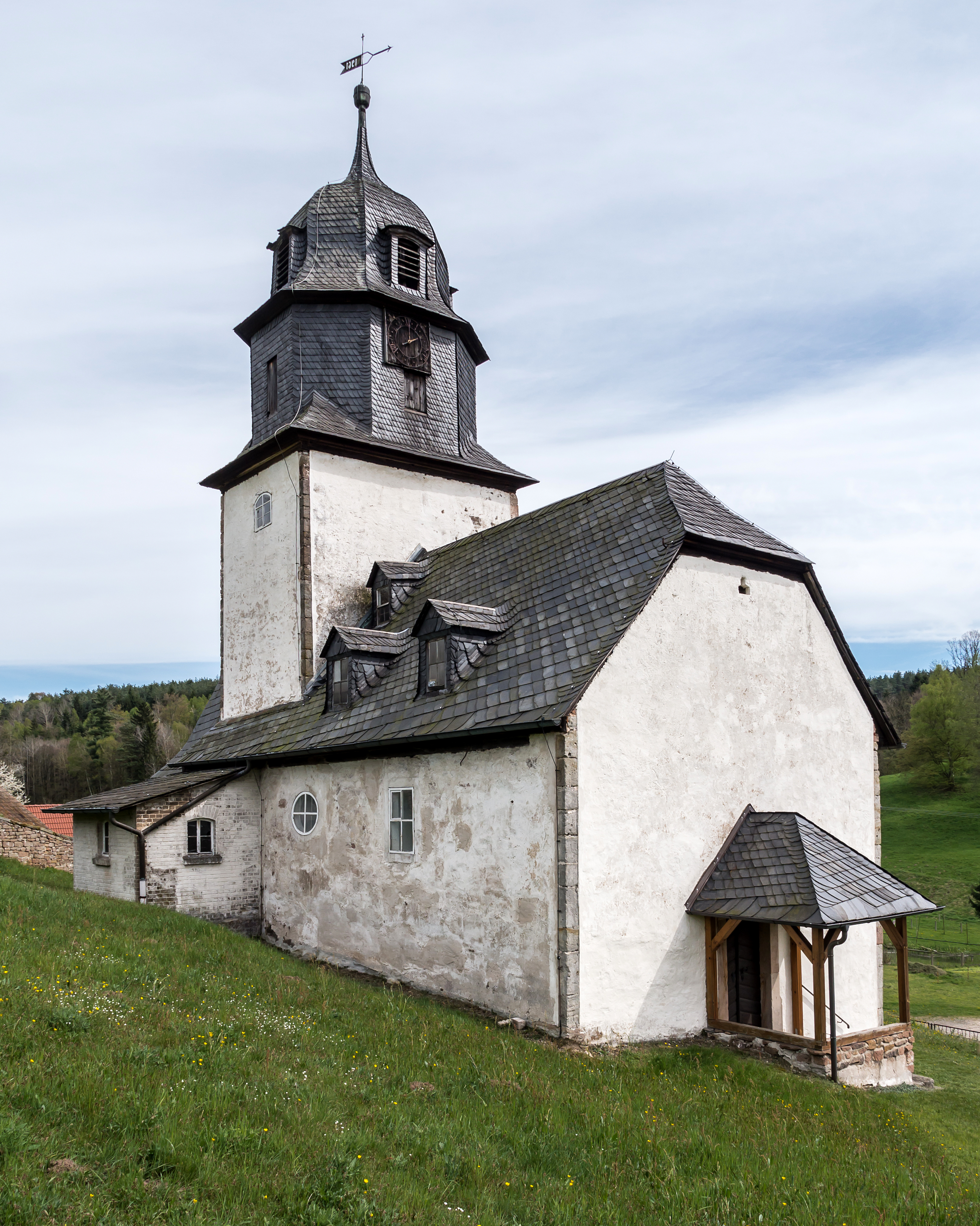
Kirche Reichenbach

Die evangelisch-lutherische, denkmalgeschützte Kirche Reichenbach steht in Reichenbach, einem Ortsteil von Unterwellenborn im Landkreis Saalfeld-Rudolstadt in Thüringen. Der Gemeindeteil Reichenbach gehört zur Kirchengemeinde Langenschade im Pfarrbereich Kirchhasel im Kirchenkreis Rudolstadt-Saalfeld der Evangelischen Kirche in Mitteldeutschland.

## Beschreibung
Die verputzte Saalkirche ist romanischen Ursprungs. An den querrechteckigen Chorturm wurde die Kirche nach Osten  mit einem neuen Chor mit polygonalem Abschluss spätgotisch erweitert. 1745 wurde das Langhaus im Westen neugebaut, es ist mit einem schiefergedeckten Krüppelwalmdach bedeckt. Der Turm hat einen achtseitigen Aufsatz für die Turmuhr. Darauf sitzt eine Haube mit Klangarkaden an vier Seiten. Im Chor wurden Gewölbe eingezogen und die Fenster vergrößert. Der Triumphbogen wurde ebenfalls vergrößert. Das Kirchenschiff ist mit einer flachen hölzernen Decke überspannt, der Abschluss des Chors mit einem Kreuzgratgewölbe. Die Brüstungen der eingeschossigen Emporen sind mit Szenen der Gleichnisse Jesu in volkstümlicher Weise 1745 bemalt. Aus der gleichen Zeit stammt das Bild über die Christi Himmelfahrt an der Holzdecke. Zur Kirchenausstattung gehört ein Kanzelaltar aus der Zeit der Renovierung von 1880. Sechs Statuetten eines ehemaligen Flügelaltares wurden um 1508 geschnitzt, sie werden der Saalfelder Schule zugeschrieben.